# Manuel Pereira
Manuel Pereira (Mangualde, 31 de março de 1928) é um político português, membro do Partido Social Democrata. Ocupou o cargo de Ministro da Administração Interna no XI Governo Constitucional de Aníbal Cavaco Silva e serviu como presidente do grupo parlamentar do PSD entre 19 de janeiro e 28 de outubro de 1982.

## Funções governamentais exercidas
- XI Governo Constitucional
  - Ministro da Administração Interna